# Arrenurus laticaudatus
Arrenurus laticaudatus är en kvalsterart som först beskrevs av Marshall 1908.  Arrenurus laticaudatus ingår i släktet Arrenurus och familjen Arrenuridae. Inga underarter finns listade i Catalogue of Life.